# THE GREAT YOGA 世界巡迴演唱會
《THE GREAT YOGA 世界巡迴演唱會》是台灣男歌手林宥嘉的第五次的大型巡回演唱會。

## 軼事
演唱會於2016年6月11日在高雄巨蛋揭開序幕，亦為其首次於高雄揭開序幕的演唱會。

## 售票
| 開售日期 | 開售日期 | 開售時間                | 開售類型                    |
| -------- | -------- | ----------------------- | --------------------------- |
| 2016年   | 3月19日  | 中午12時正 （高雄時間） | 高雄站KKTIX公開發售         |
| 2017年   | 1月7日   | 中午12時正 （台北時間） | 台北站KKTIX公開發售         |
| 2017年   | 4月6日   | 上午10時正 （香港時間） | 香港站城市售票網公開發售    |
| 2018年   | 1月27日  | 中午12時正 （高雄時間） | 高雄站（返場）KKTIX公開發售 |

## 巡迴場次
| 場次 | 日期           | 國家／地區 | 城市   | 場館                           | 備注         |
| ---- | -------------- | ---------- | ------ | ------------------------------ | ------------ |
| 1    | 2016年6月11日  | 臺灣       | 高雄   | 高雄巨蛋                       |              |
| 2    | 2016年6月25日  | 中国大陆   | 北京   | 凱迪拉克中心                   |              |
| 3    | 2016年7月2日   | 中国大陆   | 深圳   | 深圳灣體育中心體育館           |              |
| 4    | 2016年8月13日  | 中国大陆   | 上海   | 梅賽德斯奔馳文化中心           |              |
| 5    | 2016年8月20日  | 中国大陆   | 廣州   | 廣州體育館                     |              |
| 6    | 2016年9月17日  | 中国大陆   | 廈門   | 廈門工人體育館                 |              |
| 7    | 2016年10月22日 | 中国大陆   | 武漢   | 武漢客廳中國文化博覽中心A館    |              |
| 8    | 2016年12月3日  | 中国大陆   | 重慶   | 重慶國際博覽中心中央大廳       |              |
| 9    | 2016年12月24日 | 中国大陆   | 南京   | 五台山體育中心體育館           |              |
| 10   | 2017年4月15日  | 臺灣       | 台北   | 台北小巨蛋                     |              |
| 11   | 2017年4月16日  | 臺灣       | 台北   | 台北小巨蛋                     | 嘉賓：蔡依林 |
| 12   | 2017年5月20日  | 中国大陆   | 杭州   | 黃龍體育中心體育館             |              |
| 13   | 2017年5月21日  | 中国大陆   | 杭州   | 黃龍體育中心體育館             |              |
| 14   | 2017年6月4日   | 中国大陆   | 瀋陽   | 遼寧體育館                     |              |
| 15   | 2017年6月9日   | 中国大陆   | 大連   | 大麥體育文化中心               |              |
| 16   | 2017年6月16日  | 香港       | 香港   | 紅磡體育館                     |              |
| 17   | 2017年6月17日  | 香港       | 香港   | 紅磡體育館                     |              |
| 18   | 2017年7月29日  | 中国       | 成都   | 四川省體育館                   |              |
| 19   | 2017年8月19日  | 中国       | 廣州   | 廣州國際體育演藝中心           |              |
| 20   | 2017年8月26日  | 中国       | 濟南   | 濟南奧林匹克體育中心體育館     |              |
| 21   | 2017年9月9日   | 马来西亚   | 雲頂   | 雲頂雲星劇場                   |              |
| 22   | 2017年10月28日 | 中国       | 西安   | 西安城市運動公園體育館         |              |
| 23   | 2017年11月4日  | 中国       | 福州   | 福州海峽奧林匹克體育中心綜合館 |              |
| 24   | 2017年11月11日 | 中国       | 上海   | 虹口體育場                     |              |
| 25   | 2017年11月25日 | 中国       | 北京   | 凱迪拉克中心                   |              |
| 26   | 2017年11月26日 | 中国       | 北京   | 凱迪拉克中心                   |              |
| 27   | 2017年12月2日  | 澳門       | 澳門   | 金光綜藝館                     |              |
| 28   | 2018年4月15日  | 美国       | 聖荷西 | Center for the Performing Arts |              |
| 29   | 2018年4月17日  | 美国       | 洛杉磯 | Pasadena Civic Auditorium      |              |
| 30   | 2018年4月20日  | 美国       | 紐約   | Colden Auditorium              |              |
| 31   | 2018年4月28日  | 臺灣       | 高雄   | 高雄巨蛋                       |              |

## 表演曲目
1. 熱血無賴 

2. 歇斯底裡 

3. 不換 

4. 口的形狀 

5. 早開的晚霞 

6. 我總是一個人在練習一個人 

7. 傻子 

8. 飛 

9. 殘酷月光 

10. 天真有邪 

11. 兜圈 
 
12. Never been in love before 

13. 看見什麼吃什麼 

14. Runaway Mama 
 
15. 思凡 

16. 解High人 

17. 至姍姍來遲的你 

18. 神秘嘉賓 

19. 另一個自己 

20. 感同身受 

21. 白晝之月 

22. 慢一點 

23. 自然醒 

24. 紀念品 

25. 勿忘你 

Encore 

26. 寵兒 

27. 推動搖籃的手 

28. 心酸+浪費 

29. 背影 

30. 想自由 

31. 唐人街 

32. 成全 

33. 說謊 

## 演唱會專輯

#### CD 1
- 01. Opening VCR / CRASH
- 02. 熱血無賴
- 03. 歇斯底里
- 04. 不換
- 05. 4號病房
- 06. 口的形狀
- 07. VCR / FALL
- 08. 早開的晚霞
- 09. 我總是一個人在練習一個人
- 10. 傻子
- 11. 飛
- 12. 殘酷月光
- 13. 天真有邪
- 14. VCR / HEAL
- 15. 兜圈
- 16. Never Been In love Before (OT:美妙生活)
- 17. 看見什麼吃什麼
- 18. Runaway Mama
- 19. 思凡
- 20. 解high人
- 21. 致姍姍來遲的你
- 22. 神秘嘉賓
- 23. 另一個自己
- 24. VCR / ALIVE
- 25. 感同身受
- 26. 白晝之月
- 27. 慢一點
- 28. 自然醒
- 29. 紀念品
- 30. 勿忘你
- 31. VCR / INSIDE
- 32. 寵兒
- 33. 心酸+浪費+耳朵+想自由
- 34. 成全
- 35. 說謊

#### Bonus DVD
- 01. Opening VCR / READY!
- 02. 不換
- 03. 飛
- 04. 看見什麼吃什麼
- 05. 神秘嘉賓
- 06. 自然醒
- 07. 推動搖籃的手